# Stanisław Szelc
Stanisław Szelc (ur. 2 stycznia 1943 w Prochładnom w Kazachskiej SRR) – polski satyryk, prezenter telewizyjny, członek kabaretu Elita.

## Życiorys
W latach 70., 80. i 90. współpracował z Andrzejem Waligórskim i Studiem 202 w Polskim Radiu Wrocław.
Zastąpił Jana Kaczmarka w kultowym słuchowisku satyrycznym Polskiego Radia – Z pamiętnika młodej lekarki, gdzie występował wraz z Ewą Szumańską. Po śmierci Andrzeja Waligórskiego przejął rolę Onufrego Zagłoby w słuchowisku Rycerze.
Jest autorem serii skeczy radiowych pod wspólnym tytułem Chłop i baba, na podstawie których nakręcono serial emitowany w Programie II TVP. W tym samym programie prowadził teleturniej Tele PRLe. Prowadził polonijny program Ludzie listy piszą w TV Polonia.
W 2009 został odznaczony Srebrnym Medalem „Zasłużony Kulturze Gloria Artis”, w 2019 roku Srebrną, a w 2023 roku Złotą Odznaką Honorową Wrocławia.
Żonaty, ma dwie córki (w tym Jagodę) i syna.

## Filmografia
- 1999: Badziewiakowie – burmistrz (odc. 16)
- 2000–2001: Chłop i baba – Stanisław Pętoś
- 2003: Świat według Kiepskich – ojciec szejka (odc. 145)
- 2005: Emilia (film) – listonosz, ojciec Emilii
- 2007: Świat według Kiepskich – proboszcz Czarek (odc. 278)
- 2008: Świat według Kiepskich – ksiądz (odc. 302)
- 2010: Licencja na wychowanie – Nowacki (odc. 7)
- 2014: Pod Mocnym Aniołem – pacjent doktora Swobodziaka
- 2018: Piotrek the 13th III. Dziecku rozmaryn – patolog
- 2018: Kler – ksiądz w ośrodku dla księży emerytów
- 2020: Lombard. Życie pod zastaw – Bronisław Dolny